# Thanh quản
Thanh quản là cơ quan trong cổ của lưỡng cư, bò sát và thú. Thanh quản tham gia vào quá trình hít thở, tạo tiếng kêu/giọng nói và bảo vệ khỏi việc hít phải thức ăn vào phổi. Nó là một phần của hệ hô hấp nối yết hầu với khí quản trong phần trước của cổ.

## Vị trí giải phẫu
Ở người lớn, thanh quản ở vị trí của đốt sống C3-C6. Ở trẻ em, thanh quản bắt đầu ở vị trí đốt sống C2–C3.

## Cấu tạo
Thanh quản được cấu tạo bởi các sụn nối với nhau bằng các khớp, các màng, các dây chằng và các cơ. Trong đó có 2 dây thanh âm sẽ rung chuyển và phát ra âm thanh dưới tác động của luồng không khí đi qua. Bên trong, thanh quản được phủ bởi niêm mạc liên tục với niêm mạc hầu, niêm mạc khí quản và tạo nên các xoang cộng hưởng âm thanh.

## Khàn tiếng
Bị khàn tiếng thường do vì viêm thanh quản, tình trạng sưng thanh quản từ kích thích, lạm dụng hoặc nhiễm trùng. Bên trong thanh quản là dây thanh - hai nếp gấp của niêm mạc bao phủ cơ và sụn. Thông thường dây thanh mở và đóng êm, tạo thành âm thanh thông qua chuyển động và rung động. Nhưng trong viêm thanh quản, dây thanh bị sưng. Điều này gây ra biến dạng của các âm thanh bởi không khí đi qua chúng. Kết quả là, giọng nói âm thanh khàn. Trong một số trường hợp viêm thanh quản, giọng nói có thể trở thành gần như không phát hiện được (mất tiếng).
Viêm thanh quản có thể ngắn ngủi (cấp tính) hoặc lâu dài (mãn tính).

## Viêm thanh quản cấp tính

### Nguyên nhân
- Nhiễm trùng vi rút, như cảm lạnh.
- Phát âm căng thẳng, gây ra do la hét hoặc sử dụng quá mức giọng nói.
- Virus như bệnh sởi hoặc quai bị.
- Nhiễm trùng do vi khuẩn như bạch hầu, mặc dù điều này là rất hiếm.

### Triệu chứng
Khàn tiếng. Giọng yếu hoặc mất giọng nói. Cảm giác buồn cổ họng. Đau họng. Khô họng. Ho khan.

### Điều trị
Hầu hết các trường hợp viêm thanh quản cấp tính sẽ tự lành, nhưng cần nghỉ ngơi và uống nhiều chất lỏng. Nên đi bác sĩ, nếu khàn tiếng kéo dài hơn hai tuần.

### Cách phòng bệnh
- Để phòng viêm thanh quản cấp thông thường, cần lưu ý không để bị lạnh, ẩm kéo dài.
- Không được hút thuốc lá, thuốc lào và tránh hít phải khói thuốc; khói thuốc làm khô họng và gây kích ứng dây thanh âm. Uống nhiều nước, nước giúp giữ cho niêm mạc thanh quản được trơn nhẵn và sạch. Hạn chế rượu và cà phê để đề phòng khô họng.

## Viêm thanh quản mạn tính
Viêm thanh quản kéo dài hơn ba tuần được gọi là viêm thanh quản mạn tính. Đây là loại viêm thanh quản thường được gây ra bởi chất kích thích theo thời gian. Viêm thanh quản mạn tính có thể gây ra căng dây thanh âm và thương tích hoặc tăng trưởng trên các dây thanh âm (khối u hay bướu).

### Nguyên nhân
- Hít chất kích thích, chẳng hạn như khí thải hóa chất, chất gây dị ứng hoặc hút thuốc.
- Acid reflux, trào ngược dạ dày thực quản bệnh (GERD).
- Viêm xoang mãn tính.
- Sử dụng quá nhiều rượu.
- Thói quen lạm dụng giọng nói (chẳng hạn như với các ca sĩ hoặc cheerleaders).
- Hút thuốc.

Ít phổ biến hơn:
- Vi khuẩn hoặc nhiễm nấm.
- Nhiễm trùng với một số ký sinh trùng.
- Ung thư.
- Tê liệt dây thanh âm, có thể là kết quả của chấn thương, đột quỵ, khối u phổi hoặc điều kiện sức khỏe khác.
- Dây thanh âm ở tuổi già.

## Điều trị
Phương pháp điều trị viêm thanh quản mạn tính là nhằm mục đích điều trị các nguyên nhân tiềm ẩn, chẳng hạn như chứng ợ nóng, hút thuốc hoặc sử dụng quá nhiều rượu.
Thuốc được sử dụng trong một số trường hợp bao gồm:
Thuốc kháng sinh Trong hầu hết các trường hợp viêm thanh quản, thuốc kháng sinh sẽ không có tác dụng bất kỳ bởi vì nguyên nhân là do virus. Nhưng nếu có một nhiễm trùng do vi khuẩn - một nguyên nhân hiếm gặp của viêm thanh quản - bác sĩ có thể khuyên nên thuốc kháng sinh.
Corticosteroid: Đôi khi, corticoid có thể giúp giảm viêm dây thanh âm. Tuy nhiên, điều trị này chỉ được sử dụng khi có một nhu cầu cấp thiết để điều trị viêm thanh quản - ví dụ, khi cần sử dụng giọng nói để hát hoặc đưa ra một bài trình bày, bài phát biểu hoặc bằng miệng, hoặc trong một số trường hợp khi trẻ đã viêm thanh quản kết hợp.